# Mesoleptus optabilis
Mesoleptus optabilis là một loài tò vò trong họ Ichneumonidae.